# 流通股股东
流通股股东是中国股市中的一个特有概念，就是参与中国股市的持有流通股的投资人。

## 流通股股东分类
根据流通股东投资资金量的大小，通常将它们分为“散户”、“中户”、“大户”、“机构投资者”。
由于2006年以前，只有流通股能够在股市中流通，因此这四类流通股东成为了中国股市早期运作的主要群体。